# Seznam ministrů pro místní rozvoj České republiky
Seznam ministrů pro místní rozvoj České republiky, původně ministrů hospodářství, představuje chronologický přehled osob, členů vlády České republiky působících v tomto úřadu.

## Ministři hospodářství České republiky
| Pořadí | Portrét               | Ministr           | Funkční období    | Funkční období   | Funkční období | Strana | Strana  | Vláda     |
| Pořadí | Portrét               | Ministr           | Nástup do úřadu   | Opuštění úřadu   | Dny v úřadu    | Strana | Strana  | Vláda     |
| ------ | --------------------- | ----------------- | ----------------- | ---------------- | -------------- | ------ | ------- | --------- |
| 1.     | Není dostupný portrét | Karel Dyba        | 20. července 1990 | 4. července 1996 | 2176           |        | OF      | Pithart   |
| 1.     | Není dostupný portrét | Karel Dyba        | 20. července 1990 | 4. července 1996 | 2176           |        | ODS     | Klaus I.  |
| 2.     | Není dostupný portrét | Jaromír Schneider | 4. července 1996  | 31. října 1996   | 119            |        | KDU-ČSL | Klaus II. |

## Ministři pro místní rozvoj České republiky
úřad zřízen  1. listopadu 1996
| Pořadí | Portrét               | Ministr             | Funkční období     | Funkční období                              | Funkční období | Strana           | Strana              | Vláda         |
| Pořadí | Portrét               | Ministr             | Nástup do úřadu    | Opuštění úřadu                              | Dny v úřadu    | Strana           | Strana              | Vláda         |
| ------ | --------------------- | ------------------- | ------------------ | ------------------------------------------- | -------------- | ---------------- | ------------------- | ------------- |
| 1.     | Není dostupný portrét | Jaromír Schneider   | 1. listopadu 1996  | 2. května 1997 (demisi podal 12. dubna)     | 182            |                  | KDU-ČSL             | Klaus II.     |
| 2.     | Není dostupný portrét | Tomáš Kvapil        | 12. května 1997    | 2. ledna 1998                               | 235            | KDU-ČSL          |                     | Klaus II.     |
| 3.     | Není dostupný portrét | Jan Černý           | 2. ledna 1998      | 22. července 1998                           | 201            |                  | ODS                 | Tošovský      |
| 3.     | Není dostupný portrét | Jan Černý           | 2. ledna 1998      | 22. července 1998                           | 201            | US               |                     | Tošovský      |
| 4.     | Není dostupný portrét | Jaromír Císař       | 22. července 1998  | 26. srpna 2000                              | 766            |                  | ČSSD                | Zeman         |
| 5.     | Není dostupný portrét | Petr Lachnit        | 27. srpna 2000     | 15. července 2002                           | 687            | ČSSD             |                     | Zeman         |
| 6.     | Není dostupný portrét | Pavel Němec         | 15. července 2002  | 4. srpna 2004                               | 751            |                  | US-DEU              | Špidla        |
| 7.     |                       | Jiří Paroubek       | 4. srpna 2004      | 25. dubna 2005                              | 264            |                  | ČSSD                | Gross         |
| 8.     |                       | Radko Martínek      | 25. dubna 2005     | 4. září 2006 (od 16. srpna vláda v demisi)  | 497            | ČSSD             | Paroubek            |               |
| 9.     |                       | Petr Gandalovič     | 4. září 2006       | 9. ledna 2007 (od 11. října vláda v demisi) | 127            |                  | ODS                 | Topolánek I.  |
| 10.    |                       | Jiří Čunek          | 9. ledna 2007      | 13. listopadu 2007                          | 308            |                  | KDU-ČSL             | Topolánek II. |
|        | Funkce neobsazena     | Funkce neobsazena   | 13. listopadu 2007 | 2. dubna 2008                               |                |                  |                     | Topolánek II. |
| 11.    |                       | Jiří Čunek          | 2. dubna 2008      | 23. ledna 2009                              | 296            |                  | KDU-ČSL             | Topolánek II. |
| 12.    |                       | Cyril Svoboda       | 23. ledna 2009     | 8. května 2009                              | 105            | KDU-ČSL          |                     | Topolánek II. |
| 13.    |                       | Rostislav Vondruška | 8. května 2009     | 13. července 2010                           | 431            |                  | nestraník nom. ČSSD | Fischer       |
| 14.    |                       | Kamil Jankovský     | 13. července 2010  | 10. července 2013                           | 1093           |                  | VV                  | Nečas         |
| 14.    | LIDEM                 | Kamil Jankovský     | 13. července 2010  | 10. července 2013                           | 1093           |                  |                     | Nečas         |
| 15.    |                       | František Lukl      | 10. července 2013  | 29. ledna 2014                              | 203            |                  | nestraník           | Rusnok        |
| 16.    |                       | Věra Jourová        | 29. ledna 2014     | 3. října 2014                               | 247            |                  | ANO                 | Sobotka       |
| 17.    |                       | Karla Šlechtová     | 8. října 2014      | 13. prosince 2017                           | 1162           | nestraník za ANO |                     | Sobotka       |
| 18.    |                       | Klára Dostálová     | 13. prosince 2017  | 17. prosince 2021                           | 1465           | nestraník za ANO | Babiš I.            |               |
| 18.    | Babiš II.             | Klára Dostálová     | 13. prosince 2017  | 17. prosince 2021                           | 1465           | nestraník za ANO |                     |               |
| 19.    |                       | Ivan Bartoš         | 17. prosince 2021  | 30. září 2024                               | 1018           |                  | Piráti              | Fiala         |
| 20.    |                       | Marian Jurečka      | 1. října 2024      | 7. října 2024                               | 6              |                  | KDU-ČSL             | Fiala         |
| 21.    | Není dostupný portrét | Petr Kulhánek       | 8. října 2024      | úřadující                                   | 239            |                  | navržen STAN        | Fiala         |